# Robert Siegler
Robert Siegler (* 1934 in Staten Island, New York; † 23. April 2019 in Manhattan, New York, Vereinigte Staaten) war ein US-amerikanischer Filmregisseur, Filmproduzent und Objektkünstler, der 1971 für einen Oscar nominiert war.

## Biografie
Siegler, der in Staten Island aufwuchs, trat im Alter von 18 Jahren während des Koreakrieges in die US-Armee ein und diente dort als  Kryptograph. Seine berufliche Karriere danach startete er in der Werbung, wo er später als Fernseh- und Filmregisseur arbeitete. Für das Folk-Rock-Musical The Golden Screw am Theatre Genesis in St. Marks-in-the-Bouwerie in Manhattan war er als Co-Autor tätig und übernahm auch die Regie.
Der 1970 vorgestellte Kurzfilm Shut Up… I’m Crying, der dem Genre Fantasie zuzurechnen ist, ist eine der wenigen bekannten Filmarbeiten von Robert Siegler, der den Film mit seiner Produktionsfirma Robert Siegler Productions Inc. produzierte und auch die Regie selbst übernahm. Adam Holender unterstützte ihn an der Kamera. Der Film brachte Siegler eine Nominierung für den Oscar ein.
In den 1980er-Jahren begann Siegler damit, sich der Objektkunst zuzuwenden und Konstruktionen zu erstellen, die auf den Straßen von New York und in diversen Galerien zu finden sind. In den letzten Jahren seines Lebens wurde er Miteigentümer eines Cafés.
Robert Siegler starb 85-jährig in seinem Haus in Manhattan. Verheiratet war er fast sechzig Jahre lang mit Ava Heyman Siegler. Aus der Ehe gingen zwei Söhne hervor.

## Auszeichnung
- Oscarverleihung 1971: Robert Siegler nominiert für den Oscar mit und für seinen Film Shut Up… I’m Crying in der Kategorie „Bester Kurzfilm“